# Buthus lourencoi
Espèce
Buthus lourencoi est une espèce de scorpions de la famille des Buthidae.

## Distribution
Cette espèce est endémique de Libye. Elle se rencontre vers Tripoli.

## Description
La femelle holotype mesure 81,43 mm.

## Étymologie
Cette espèce est nommée en l'honneur de Wilson R. Lourenço.

## Publication originale
- Rossi, Tropea & Yağmur, 2013 : « A New Species of Buthus Leach, 1815 from Libya (Scorpiones: Buthidae). » Euscorpius, no 167, p. 1-10 (texte intégral).